# Schule für Eheglück
Schule für Eheglück ist eine deutsche Filmkomödie aus dem Jahre 1954 von Toni Schelkopf, der den Film auch produzierte, und Rainer Geis. Die Hauptrollen spielen Paul Hubschmid, Liselotte Pulver, Wolf Albach-Retty und die damalige Schelkopf-Gattin Cornell Borchers. Der Geschichte diente ein Text von André Maurois als literarische Vorlage. 

## Handlung
Der charmante Zeitungsredakteur Justus Schneemann ist bei dem Blatt seines Freundes Tobby, der Frauenzeitschrift „Kristine“, als Kummerkasten-Tante und Lebensratgeber tätig. Justus Schneemann steht gerade vor seiner zweiten Eheschließung und erzählt dem Kinopublikum, das er direkt anspricht, von seiner Geschichte. 
Bei einem Bummel durch die Einkaufsstraße sieht er in einem Modegeschäft die junge Verkäuferin Marianne und kommt ihr zu Hilfe, als ihr gerade ein kleines Malheur passiert und er sie auffängt. Bald verbringen die beiden ihren ersten gemeinsamen Winterurlaub in den Bergen, sie heiraten und schließlich wird ein kleines Mädchen geboren. Das Leben der jungen Eheleute verläuft sehr schnell in eingefahrenen Bahnen, und der leichtfüßige Justus scheint immer offen für Flirts mit dem anderen Geschlecht. Auch spukt in seinem Kopf seit geraumer Zeit die Idee von einem „psychologischen Roman“ herum. Marianne bemerkt sehr wohl, dass ihr Mann auch anderen Frauen gefällt, vor allem der verführerischen Sibylle. Eifersucht steigt in ihr auf, und der Alltag wird für die beiden zunehmend eintönig. Immerhin kann Justus dank Sibylles Kontakt zum Verleger Krämer endlich seinen noch nicht fertig geschriebenen Roman verkaufen. Marianne sieht nicht ein, warum sie es ihrem Gatten Leichtfuß nicht nachmachen soll, und lässt sich von dem sehr viel älteren Boris Salmon umgarnen, den sie während eines Kleinunfalls mit ihrem Mann am Steuer kennen gelernt hatte.
Eines Tages lernt der Neuschriftsteller Justus bei einer Lesung die Ärztin Regine Barring kennen. Wenig später sieht man sich wieder, als Justus mit seiner mittlerweile fünfjährigen Tochter Sabine, Sabinchen genannt, wegen Ohrenschmerzen einen Facharzt konsultiert. Es handelt sich dabei um Frau Dr. Barring. Justus und die fest im Arbeitsleben stehende Ärztin beginnen eine Affäre. Regine weiß, was sie will. Sie ist gebildet, selbstbestimmt und kritisiert Justus auch, etwa wenn in seinem Buch Ungereimtheiten vorkommen. Derweil wartet Marianne daheim auf ihren spät heimkehrenden Gatten, immer in Sorge, ihn zu verlieren. Marianne sieht in Regine eine Konkurrentin, Justus wiederum erklärt seiner Frau wahrheitswidrig, dass die Ärztin ihm lediglich als Inspiration und Korrektiv bei seinem schriftstellerischen Wirken diene. Während die frustrierte Gattin daheim auf Sabinchen aufpasst, geht Justus, der auch seinen Job bei der „Kristine“ hingeworfen hat, um sich ganz auf seinen Roman zu konzentrieren, mit Regine auf Lustreise nach Paris. Nun hat Marianne die Nase voll: Sie reicht die Scheidung ein. Regine erkennt noch vor Justus, dass dieser einen Fehler gemacht hat: Im Grunde genommen braucht er eine Frau wie Marianne an seiner Seite, ein braves Frauchen und nicht eine allzu selbstbewusste Akademikerin wie Regine. Die Inspiration stellt sich bei Justus nicht ein, und er vermisst seine Ex. Regine spürt dies instinktiv und bittet Marianne, ihren Ex-Gatten zurückzunehmen. Und so steht sie eines Tages vor seiner Tür, für einen Neubeginn …

## Produktionsnotizen
Die Dreharbeiten fanden ab Mitte Februar 1954 in München-Geiselgasteig (Studio) sowie in den Hochalpen und in Paris statt, der Film wurde am 20. Mai 1954 in Düsseldorf uraufgeführt.
Herbert Junghanns hatte die Produktionsleitung, Ludwig Reiber entwarf die Filmbauten. Filmeditor Adolf Schlyssleder war auch Regieassistent. Es spielt das Orchester Kurt Graunke. Gisela Griffel singt das Lied Diesmal muss es Liebe sein, komponiert von Rudolf Maluck und mit einem Text von Kurt Schwabach versehen.

## Wissenswertes
Schule für Eheglück setzte Anfang 1954 eine Thematik fort, der sich bereits im Vorjahr der bundesdeutsche Film bedient hatte: Ehe und Eheprobleme auf Zelluloid zu bannen. So entstanden 1953 die dementsprechend ausgerichteten Streifen Ich und Du von Alfred Weidenmann, Muß man sich gleich scheiden lassen? von Hans Schweikart und Hochzeit auf Reisen von Paul Verhoeven.

## Kritiken
Im Spiegel ist zu lesen: „Die alte Geschichte von Heirat, Scheidung und Wiederheirat des gleichen Paares nach einem Roman von André Maurois teils munter und teils etwas schwerfällig, doch stellenweise wirklich neu erzählt. Liselotte Pulver nährt sich vom eigenen Charme, während Paul Hubschmid als "Briefkastentante" mit hübschen Drehbuch-Pointen versehen wurde. Überraschend natürlich und von jedem Ehestörerinnen-Schema weit entfernt: Cornell Borchers als Ärztin und Scheidungsgrund.“
Im Lexikon des Internationalen Films heißt es: „Die fortgesetzte Untreue des Ehemanns führt zur Scheidung und nach Besinnung und Reue zur neuerlichen Heirat eines jungen Paares. Gutgemeinter, aber oberflächlicher Versuch, Eheratschläge in der Form eines hausbackenen Lustspiels zu erteilen.“